# Ludwisarnia Johanna Heinricha Schmidta
Ludwisarnia Johanna Heinricha Schmidta - zakład ludwisarski funkcjonujący w Szczecinie w latach 1700-1733.

## Historia
Johann Heinrich Schmidt w roku 1700 przejął zakład Johanna Jacoba Mangolda. Odlał on wiele dzwonów dla parafii na Pomorzu Zachodnim oraz Brandenburgii. Największym znanym dziełem tego ludwisarza był odlany w 1710 roku wielki dzwon dla kościoła św. Jerzego w Wismarze o wadze 10074 funtów, dzwon nie dotrwał do naszych czasów. Jego dzwony cechowały się wysoką jakością oraz starannym barokowym wykończeniem.

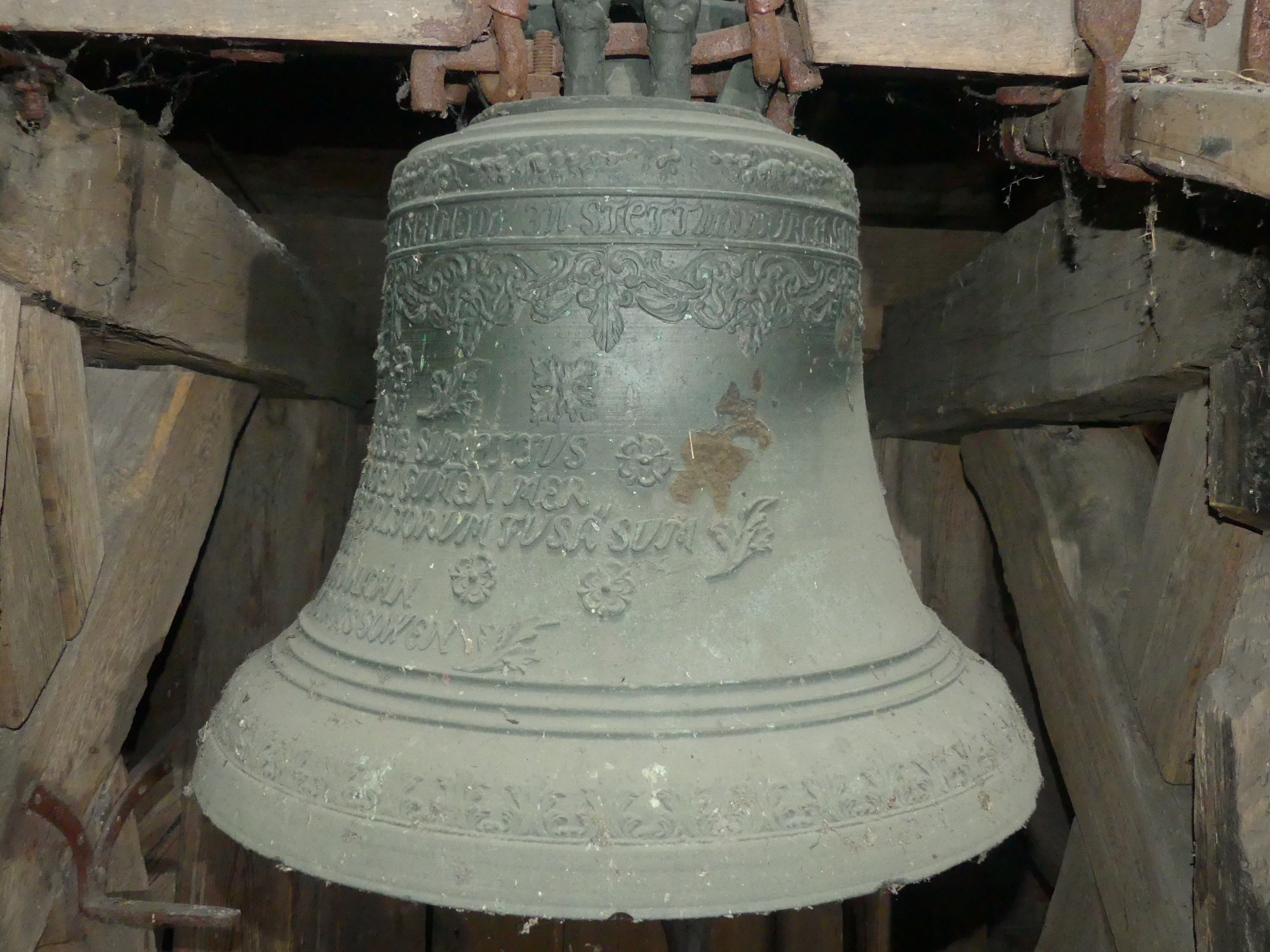
Dzwon kościoła Matki Bożej Różańcowej w Szczecinie

## Niektóre zachowane dzwony
- Dzwon w kościele w Krackowie (1702)[2]
- Dzwon zegarowy w kościele Mariackim w Pasewalku (1702)[1]
- Dzwon z kościoła Bożego Ciała w Kamieńcu obecnie znajduje się w kościele Świętej Trójcy w Kołbaskowie (1705)[3]
- Dzwon w kościele w Drense (1706)[1]
- Dzwon w kościele Matki Bożej Różańcowej w Szczecinie (1708)[4]
- Dzwon w kościele w Lützlowie (1721)
- Dzwon w kościele w Retzinie (1726)[1]
- Dzwon w kościele w Mewegen[5]